# Formaster

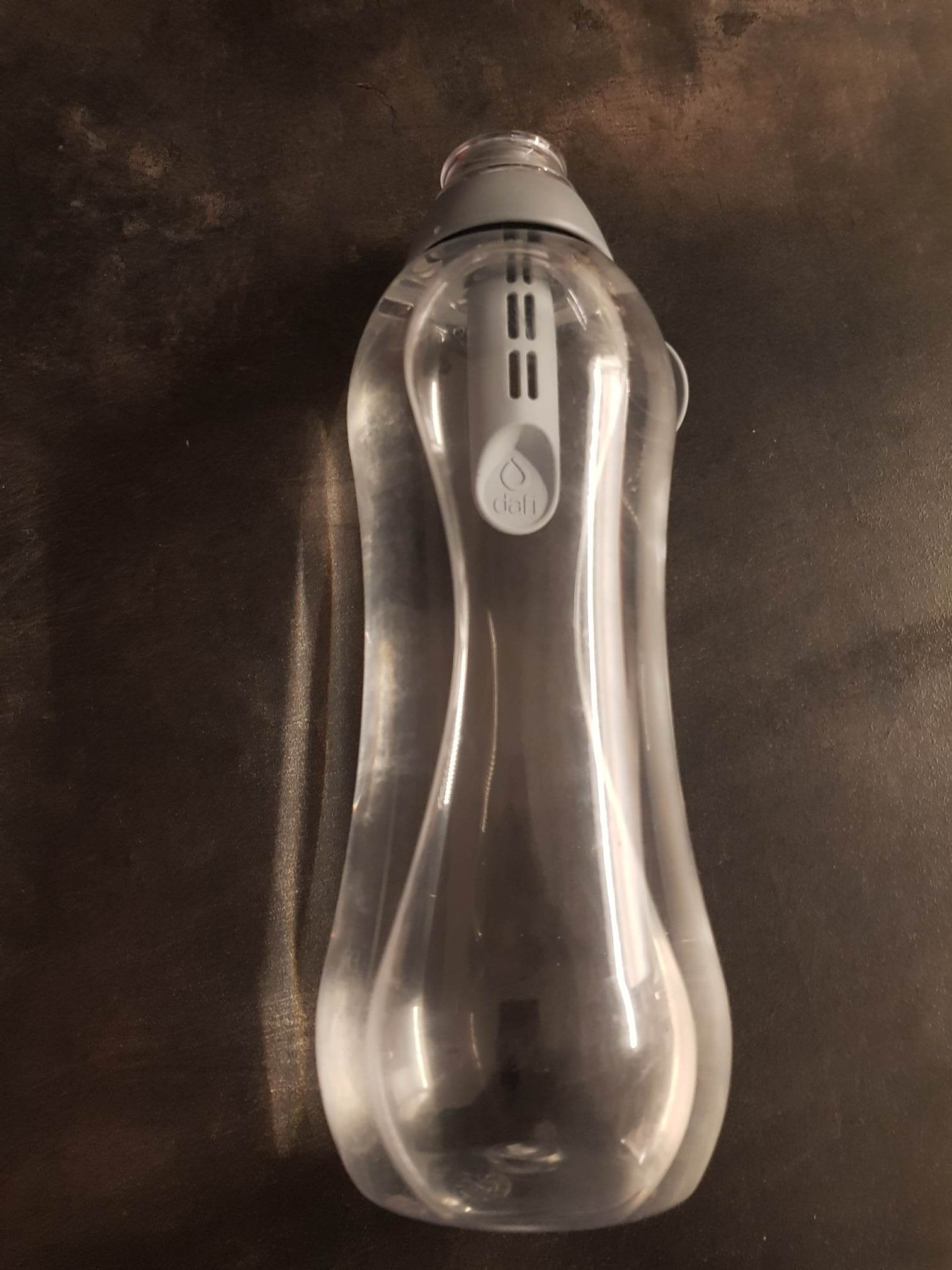
Butelka Filtrująca marki Dafi

Formaster S.A. – polskie przedsiębiorstwo specjalizujące się w produkcji urządzeń i akcesoriów do filtrowania wody, przechowywania żywności oraz podgrzewania powietrza. Formaster stworzył trzy marki własne: Dafi, SeeYoo oraz HexR. Dyrektorem jest Maciej Bursztein.
Jest pierwszym polskim przedsiębiorstwem produkującym filtry do wody. Posiada własne centrum badawczo-rozwojowe, laboratorium, linie produkcyjne, wysoko wyspecjalizowany park maszynowy oraz zaplecze techniczno-produkcyjne.
Fabryki butelek i filtrów dafi znajdują się w Kielcach i Bilczy w województwie świętokrzyskim.
W 2021 r. przedsiębiorstwo zdobyło nagrodę w XXVIII edycji konkursu „Pracodawca – organizator pracy bezpiecznej” zorganizowanego przez Państwową Inspekcję Pracy.